# Station Martenshoek
Station Martenshoek is het station gelegen in de wijk Martenshoek in de Groningse plaats Hoogezand aan de spoorlijn Groningen - Nieuweschans, die tegenwoordig wordt geëxploiteerd door Arriva. Het station werd geopend op 1 januari 1905.

## Verbindingen
De volgende treinen stoppen op station Martenshoek:
| Serie            | Treinsoort         | Route                                                                                        | Bijzonderheden |
| ---------------- | ------------------ | -------------------------------------------------------------------------------------------- | --- |
| 20100 RS 6 RB 57 | Stoptrein (Arriva) | Groningen – Martenshoek – Zuidbroek – Bad Nieuweschans – Weener – ‒ Leer                     | Ook wel Wiederline genoemd. Vanwege brugschade geen treinverkeer mogelijk tussen Weener en Leer. Op dit traject rijdt lijnbus 620 van Weser-Ems Bus. Er rijden ook Arrivabussen tussen Groningen en Leer v.v. |
| 37500 RS 6       | Stoptrein (Arriva) | Groningen – Martenshoek – Zuidbroek – Winschoten – Bad Nieuweschans                          | Rijdt alleen op zondag. |
| 37600 RS 4       | Stoptrein (Arriva) | Eemshaven – Roodeschool – Groningen – Kropswolde – Zuidbroek – Winschoten – Bad Nieuweschans | Voor 6:30 uur en na 21:00 uur wordt niet gereden tussen Eemshaven en Roodeschool. Rijdt op zondag niet tussen Groningen en Bad Nieuweschans. Dit trajectdeel wordt dan gereden door treinserie 37500.         |
| 37800 RS 7       | Stoptrein (Arriva) | Delfzijl – Groningen – Martenshoek – Zuidbroek – Veendam                                     | Op zondag wordt één keer per uur gereden tussen Groningen en Veendam. Tussen Delfzijl en Groningen rijdt dan stoptrein 37700.                                                                                 |

## Afbeeldingen

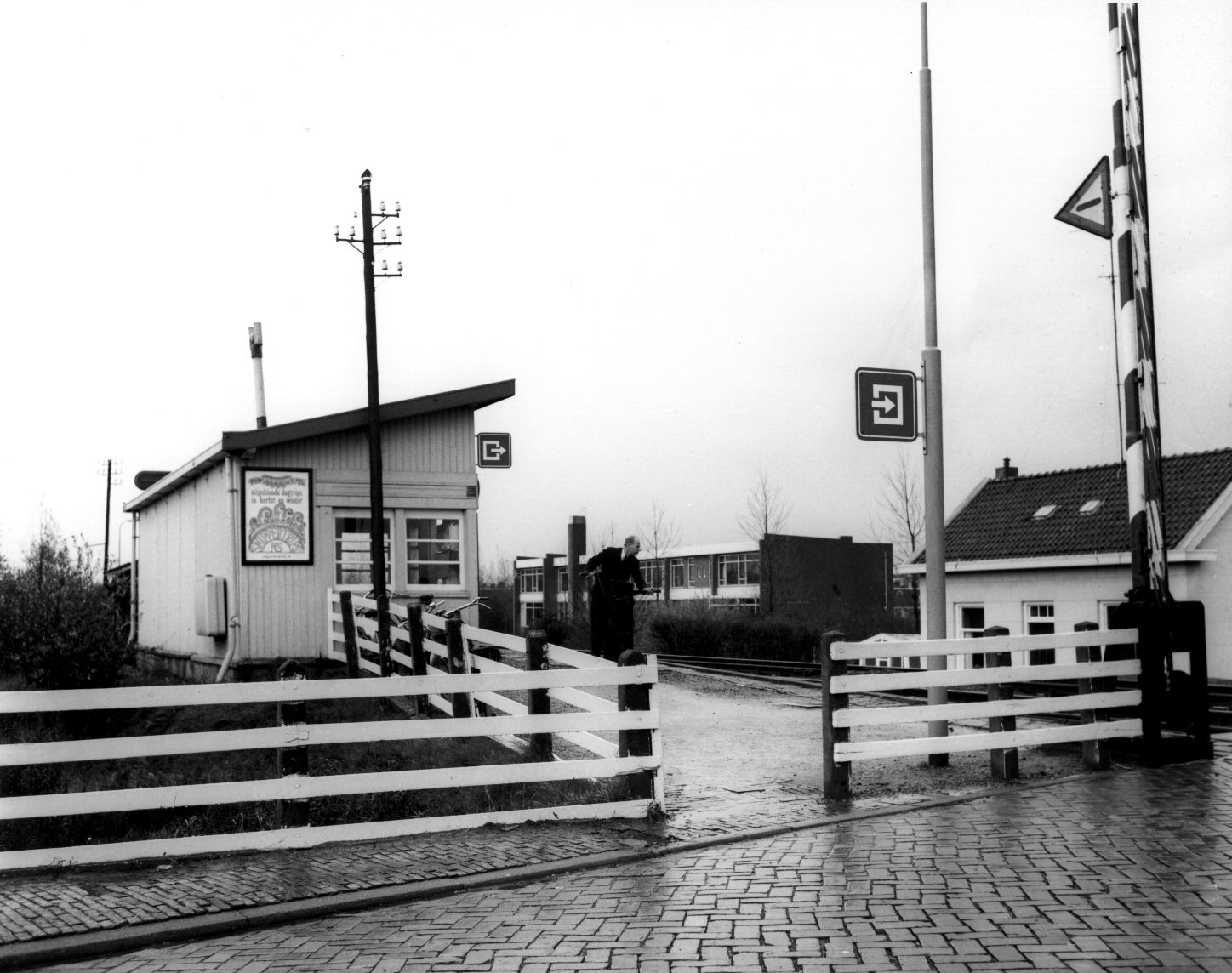
Het station met wachtruimte in 1970
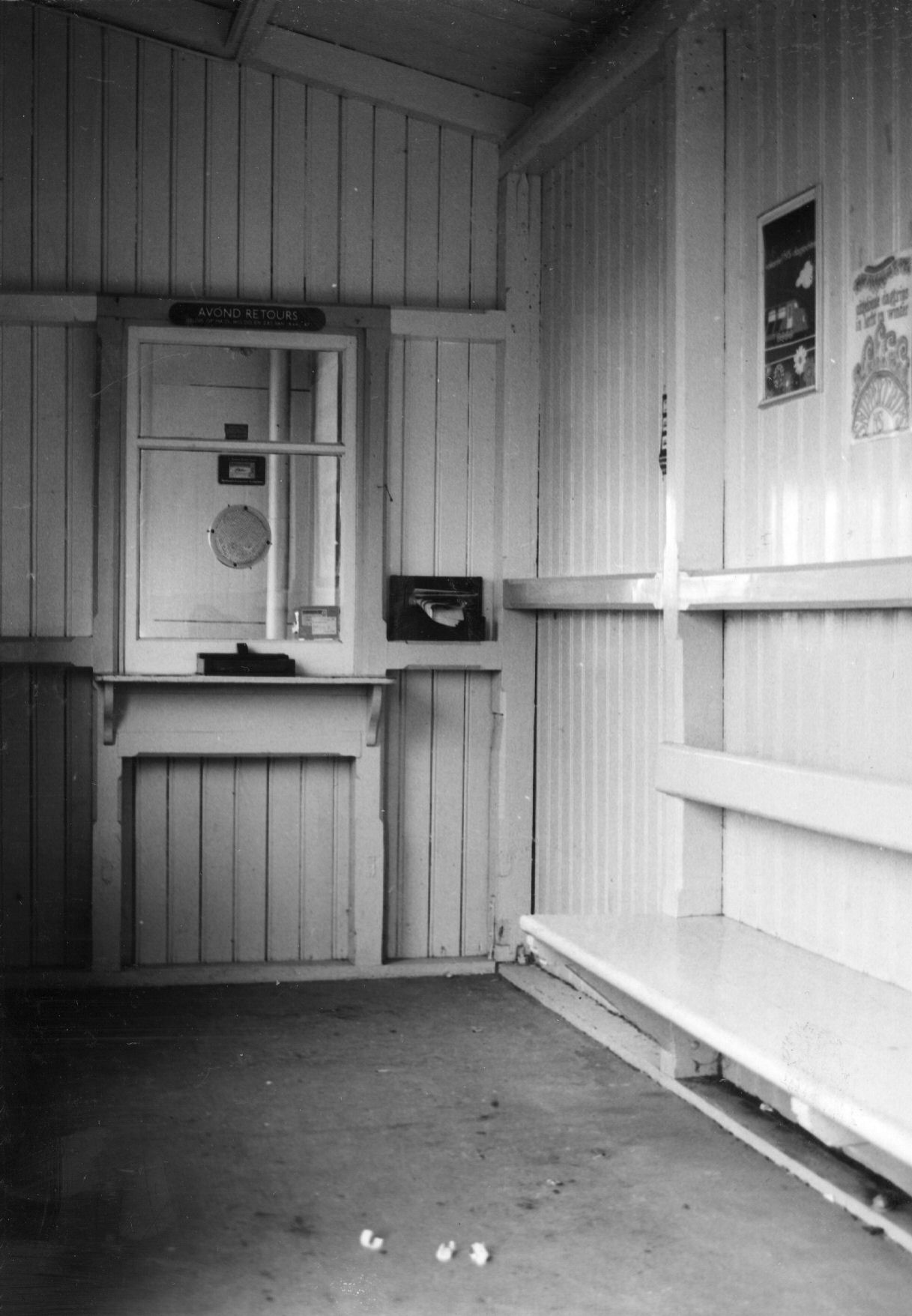
Interieur van het station Martenshoek
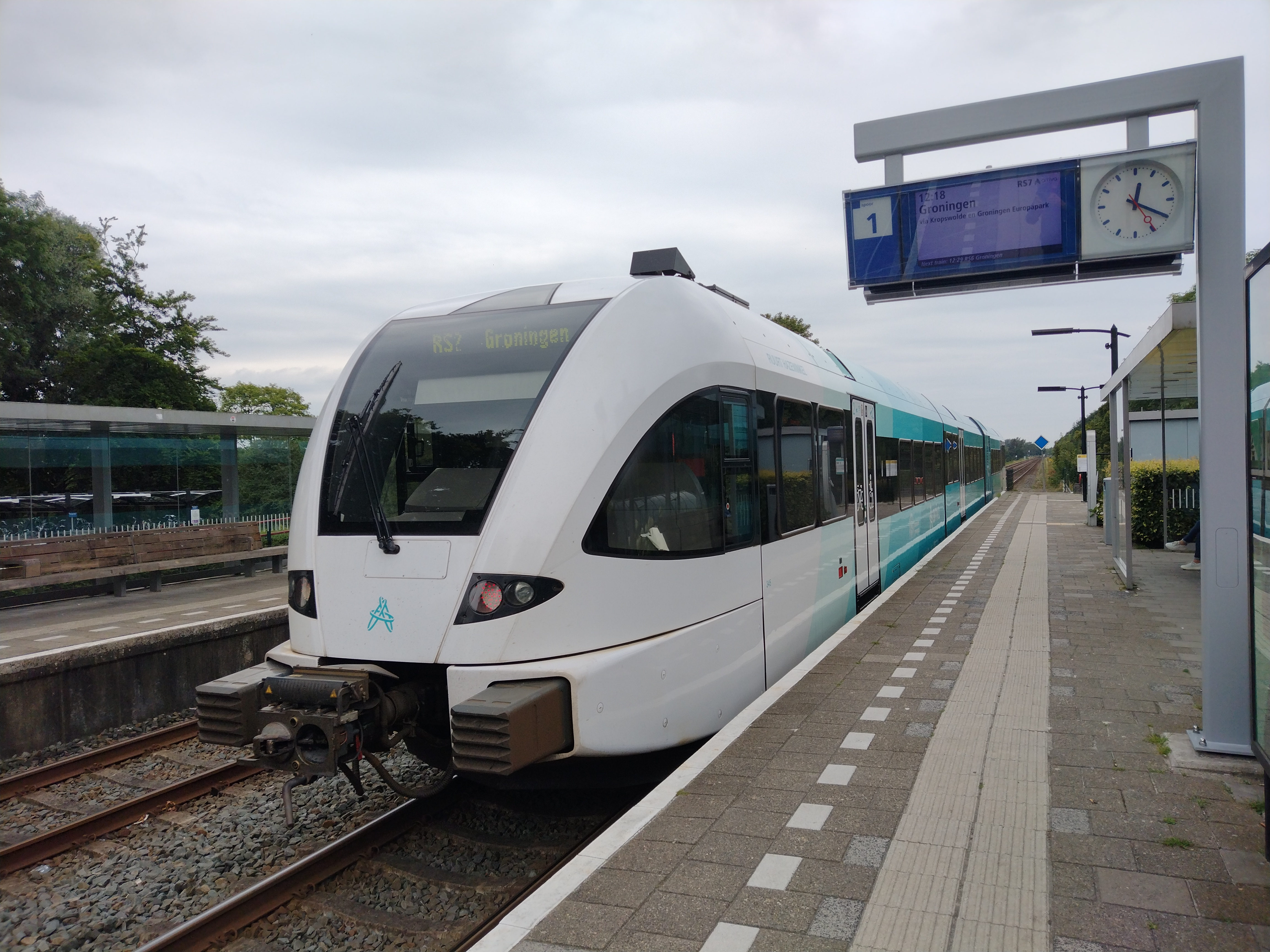
Arriva GTW op het station
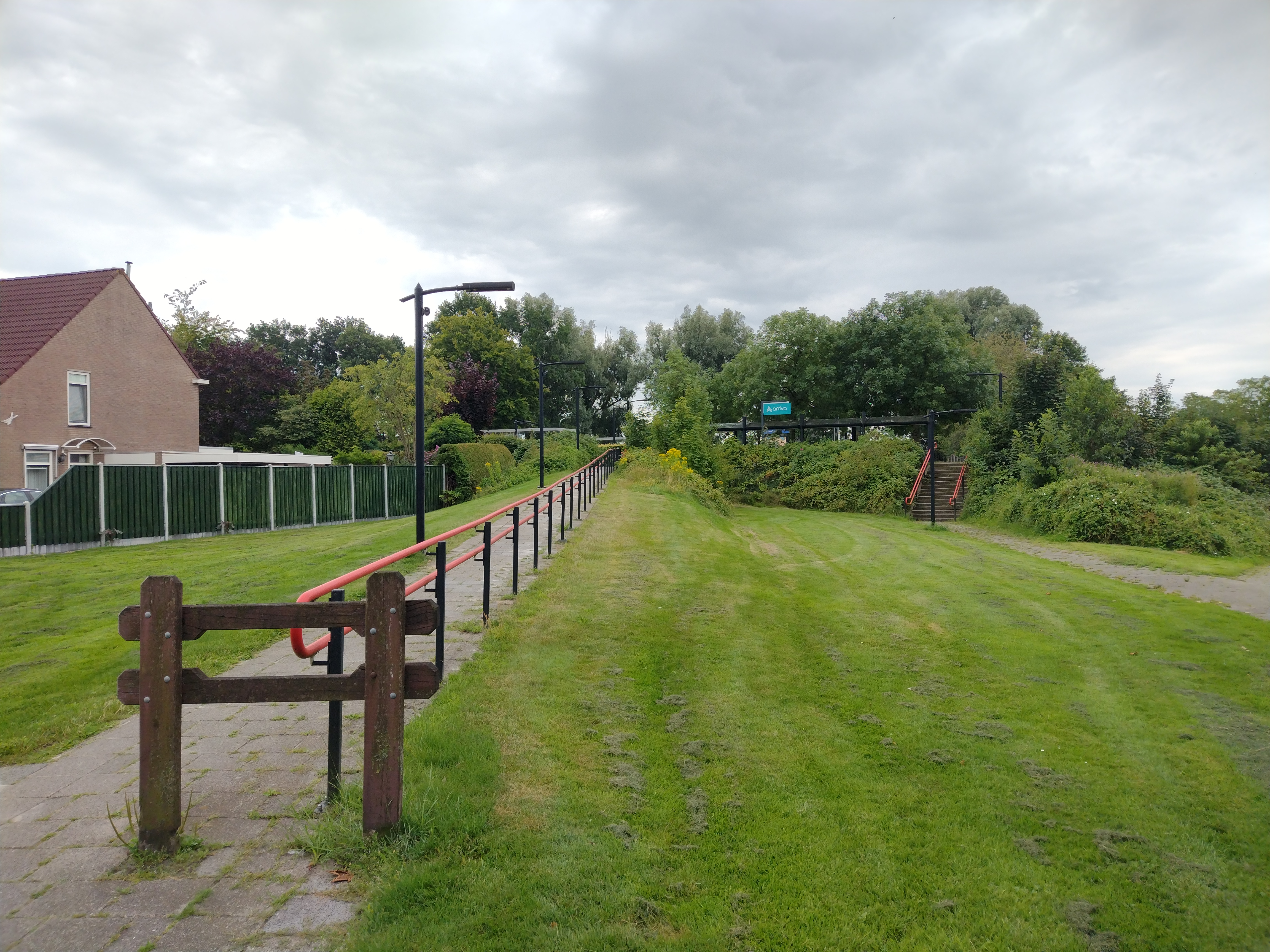
Trappen naar een van de perrons

−0,2: Harlingen Haven ·
1,1: Harlingen ·
9,6: Franeker ·
15,5: Dronryp ·
21,9: Deinum ·
24,9: Leeuwarden ·
28,0: Achter de Hoven ·
29,7: Leeuwarden Camminghaburen ·
31,3: Ouddeel ·
34,4: Tietjerk ·
36,1: Hurdegaryp ·
40,2: Feanwâlden ·
43,6: De Westereen ·
46,8: Wildpad ·
47,3: Veenklooster-Twijzel ·
50,9: Buitenpost ·
57,8: Visvliet ·
61,9: Grijpskerk ·
68,7: Zuidhorn ·
72,2: Den Horn ·
75,3: Hoogkerk-Vierverlaten ·
80,4: Groningen ·
82,0: Groningen Europapark ·
88,4: Westerbroek ·
92,4: Kropswolde ·
93,7: Martenshoek ·
95,6: Hoogezand-Sappemeer ·
97,2: Sappemeer Oost ·
98,0: Scholte ·
102,2: Zuidbroek ·
109,7: Scheemda ·
111,5: Heiligerlee ·
114,6: Winschoten ·
121,9: Ulsda ·
126,8: Bad Nieuweschans
Appingedam · 
Bad Nieuweschans ·
Baflo · 
Bedum · 
Delfzijl · 
-West · 
Eemshaven ·
Grijpskerk · 
Groningen · 
-Europapark ·
-Noord ·
Haren · 
Hoogezand-Sappemeer · 
Kropswolde · 
Loppersum · 
Martenshoek · 
Roodeschool · 
Sauwerd · 
Scheemda · 
Stedum · 
Uithuizen · 
Uithuizermeeden · 
Usquert · 
Veendam · 
Warffum · 
Winschoten · 
Winsum · 
Zuidbroek · 
Zuidhorn
Voormalige stations: zie de lijst van voormalige spoorwegstations in Groningen